# Pallapatti (Dindigul)
Pallapatti è una suddivisione dell'India, classificata come town panchayat, di 11.807 abitanti, situata nel distretto di Dindigul, nello stato federato del Tamil Nadu. In base al numero di abitanti la città rientra nella classe IV (da 10.000 a 19.999 persone).

## Geografia fisica
La città è situata a 10° 21' 55 N e 77° 56' 50 E.

## Società

### Evoluzione demografica
Al censimento del 2001 la popolazione di Pallapatti assommava a 11.807 persone, delle quali 5.975 maschi e 5.832 femmine. I bambini di età inferiore o uguale ai sei anni assommavano a 1.460, dei quali 722 maschi e 738 femmine. Infine, coloro che erano in grado di saper almeno leggere e scrivere erano 7.261, dei quali 4.151 maschi e 3.110 femmine.